# Alojzij Štrekelj
Alojzij Štrekelj (3. ledna 1857 Komen – 30. března 1939 Biograd na Moru) byl rakouský vinařský odborník a politik slovinské národnosti, na počátku 20. století poslanec Říšské rady.

## Biografie
V letech 1864–1868 vychodil národní školu v rodném kraji, pak v letech 1868–1875 nižší reálnou školu a střední zemědělskou školu v Gorici. V letech 1879–1880 absolvoval jako stipendista zemské správy vinařský kurz na škole v Klosterneuburgu. V období let 1875–1880 byl zemědělským učitelem v Gorici. V letech 1880–1885 se jako odborník podílel na obnově vinohradů v regionu Terstu po nemoci vinné révy. Když se nákaza révy objevila v Dalmácii, přešel tam a působil v Zadaru, v letech 1900–1923 v Kninu a Šibeniku a od roku 1928 v Biogradu.
Zapojil se i do veřejného a politického života. Byl členem Sokola. V rodném Komenu zasedal v místní samosprávě. V roce 1901 byl zvolen za poslance Zemského sněmu Gorice a Gradišky. Na počátku 20. století se zapojil i do celostátní politiky. Ve volbách do Říšské rady roku 1907, konaných podle všeobecného a rovného volebního práva, získal mandát v Říšské radě (celostátní zákonodárný sbor) za obvod Gorice a Gradiška 3. Profesně se k roku 1907 uvádí jako zemský poslanec a vinařský inspektor v Dalmácii. Byl členem poslaneckého klubu Svaz Jihoslovanů.